# 唐斯維爾 (紐約州)
唐斯維爾（英語：Downsville）是位於美國紐約州特拉華縣的普查規定居民點。

## 人口
根據2020年美國人口普查的數據，唐斯維爾的面積為11.58平方千米，當中陸地面積為11.38平方千米，而水域面積為0.20平方千米。當地共有人口474人，而人口密度為每平方千米40.93人。